# Żeglarstwo na Letnich Igrzyskach Olimpijskich 1920 – klasa 8 metrów
Zawody w żeglarskiej klasie 8 metrów podczas VII Letnich Igrzysk Olimpijskich odbyły się w dniach 7–9 lipca 1920 roku na wodach Ostendy.

## Informacje ogólne
Zawody składały się z trzech wyścigów. Punkty były przyznawane za miejsca zajęte na mecie – liczba punktów równa była zajętej lokacie. Na wynik końcowy składała się suma wszystkich punktów, przy czym wyższą lokatę zajmował jacht o mniejszej liczbie punktów. Przy równej punktacji załóg przeprowadzana była między nimi dogrywka.
Do zawodów zgłosiły się cztery jachty z dwóch reprezentacji, rywalizowały one w dwóch kategoriach International Rule: 1907 i 1919.

## Formuła 1907
| Pozycja | Załoga                                                                   | Jacht | Wyścig I | Wyścig I | Wyścig II | Wyścig II | Ogółem |
| Pozycja | Załoga                                                                   | Jacht | Pozycja  | Punkty   | Pozycja   | Punkty    | Punkty |
| ------- | ------------------------------------------------------------------------ | ----- | -------- | -------- | --------- | --------- | ------ |
| złoto   | Carl Ringvold Thorleif Holbye Alf Jacobsen Kristoffer Olsen Tellef Wagle | Ierne | 1        | 1        | 1         | 1         | 2      |

## Formuła 1919
| Pozycja | Załoga                                                                               | Jacht       | Wyścig I | Wyścig I | Wyścig II | Wyścig II | Wyścig III | Wyścig III | Ogółem |
| Pozycja | Załoga                                                                               | Jacht       | Pozycja  | Punkty   | Pozycja   | Punkty    | Pozycja    | Punkty     | Punkty |
| ------- | ------------------------------------------------------------------------------------ | ----------- | -------- | -------- | --------- | --------- | ---------- | ---------- | ------ |
| złoto   | Magnus Konow Thorleif Kristoffersen Reidar Martiniuson Ragnar Vik                    | Sildra      | 1        | 1        | 1         | 1         | 1          | 1          | 3      |
| srebro  | Jens Salvesen Finn Schiander Lauritz Schmidt Nils Thomas Ralph Tschudi               | Lyn         | 2        | 2        | 2         | 2         | 2          | 2          | 6      |
| brąz    | Albert Grisar Georges Hellebuyck Willy de l’Arbre Léopold Standaert Henri Weewauters | Antwerpia V | 3        | 3        | 3         | 3         | 3          | 3          | 9      |